# Красный Бумажник
Красный Бумажник — посёлок в Матвеево-Курганском районе Ростовской области.
Входит в состав Матвеево-Курганского сельского поселения.

## География

### Улицы
- ул. Заречная,
- ул. Зелёная,
- ул. Набережная,
- ул. Подгорная,
- пер. Подлесный.

## История
Красный бумажник - название произошло от названия бумажной фабрики, которая полноценно работала до 1991 года.

## Население
| 2010 | 2014 |
| ---- | ---- |
| 246  | ↗258 |